# Fritz (basquetebolista)
Friedrich Wilhelm Braun, mais conhecido como Fritz (Rio de Janeiro, 18 de julho de 1941 — Rio Claro, 2 de fevereiro de 2025) foi um ex-jogador de basquetebol brasileiro, campeão mundial e medalhista olímpico com a Seleção Brasileira.

## Vida
Fritz iniciou sua carreira no basquetebol em Rio Claro, onde estudava, e aos 17 anos já integrava a equipe principal da cidade. Após se transferir para o Fluminense, foi convocado para representar o Brasil pela primeira vez aos 20 anos.
Integrou a equipe que conquistou o segundo título mundial do Brasil em 1963, apesar de não ter participado de nenhum jogo. Ainda naquele ano conquistou a medalha de prata nos Jogos Pan-Americanos de São Paulo. No ano seguinte integrou a equipe olímpica para os Jogos de 1964, em Tóquio, que obteve a medalha de bronze.
Entre suas conquistas por clubes, o primeiro foi o título carioca pelo Fluminense. Sua passagem mais bem sucedida foi no Sírio, de São Paulo, onde obteve os títulos paulista, nacional e sul-americano. Seu último clube profissional foi o XV de Piracicaba em 1972.
Morreu em Rio Claro, no estado de São Paulo, em 2 de fevereiro de 2025. A causa do falecimento não foi  divulgada.